# Fischells Brook
Fischells Brook (ook Fischells River) is een 55 km lange rivier op het Canadese eiland Newfoundland. De rivier vindt zijn oorsprong in Fischells Pond, een van de duizenden meren in het Newfoundlandse binnenland. De rivier stroomt vanaf daar in westelijke richting tot aan zijn monding in St. George's Bay.
Naast het aan de monding gelegen gehucht Fischells liggen er geen plaatsen aan de rivier. Zo'n 9 km vóór de monding komt de rivier wel de Trans-Canada Highway (NL-1) tegen en wordt hij er overbrugd door de 50 meter lange Fischells River Bridge. De monding van Fischells Brook is een barachois.

## Zalmen
Fischells Brook is een van de tientallen Newfoundlandse rivieren die Atlantische zalmen jaarlijks gebruiken voor hun paaitrek.